# Rhotidus teliformis
Rhotidus teliformis är en insektsart som beskrevs av Walker 1851. Rhotidus teliformis ingår i släktet Rhotidus och familjen dvärgstritar. Inga underarter finns listade i Catalogue of Life.